# Khâu nhục
Khâu nhục (扣肉 Bính âm: kòuròu, Việt bính: kau3 juk6) là món thịt kho có nguồn gốc từ Quảng Đông, Trung Quốc. Khâu nhục được du nhập vào Bắc Việt qua sự biến tấu của người dân tộc Tày, Nùng, Ngái (gọi là Nằm khâu), qua thời gian đã trở thành món ăn Đặc sản nổi tiếng của huyện Tiên Yên, Quảng Ninh và Lạng Sơn, được dùng trong những dịp gia đình có chuyện vui như lễ Tết, cưới hỏi. Theo truyền thống, khâu nhục được chế biến khá cầu kì từ thịt ba chỉ sau khi đã được ướp kỹ các loại gia vị và chưng cách thủy trong thời gian dài. Người Hoa ở Sài Gòn có những quán xôi khâu nhục gia truyền nức tiếng.